# 廣東會館
广东会馆是泛指由中國廣東省广府人所建的会馆，如天津广东会馆。海外华人最出名的四大会馆是：广府人的广东会馆或者广肇会馆，潮汕人的潮州会馆，客家人的崇正会馆（也有叫「客帮会馆」或「客屬会馆」的，仅指广东的客家人），闽南人的福建会馆（仅指闽南人）。